# Czapla czczona
Czapla czczona (Egretta sacra) – gatunek dużego ptaka z rodziny czaplowatych (Ardeidae). Nie jest zagrożony wyginięciem.

## Zasięg występowania
Występuje na wybrzeżach południowo-wschodniej i wschodniej Azji (od Bangladeszu po Japonię oraz na Filipinach i w Indonezji), Australii i Oceanii (Nowa Gwinea, Nowa Zelandia, Tasmania i inne wyspy aż po Polinezję Francuską na wschodzie). Jest to ptak osiadły, w niewielkim stopniu przemieszcza się poza sezonem lęgowym.

## Morfologia

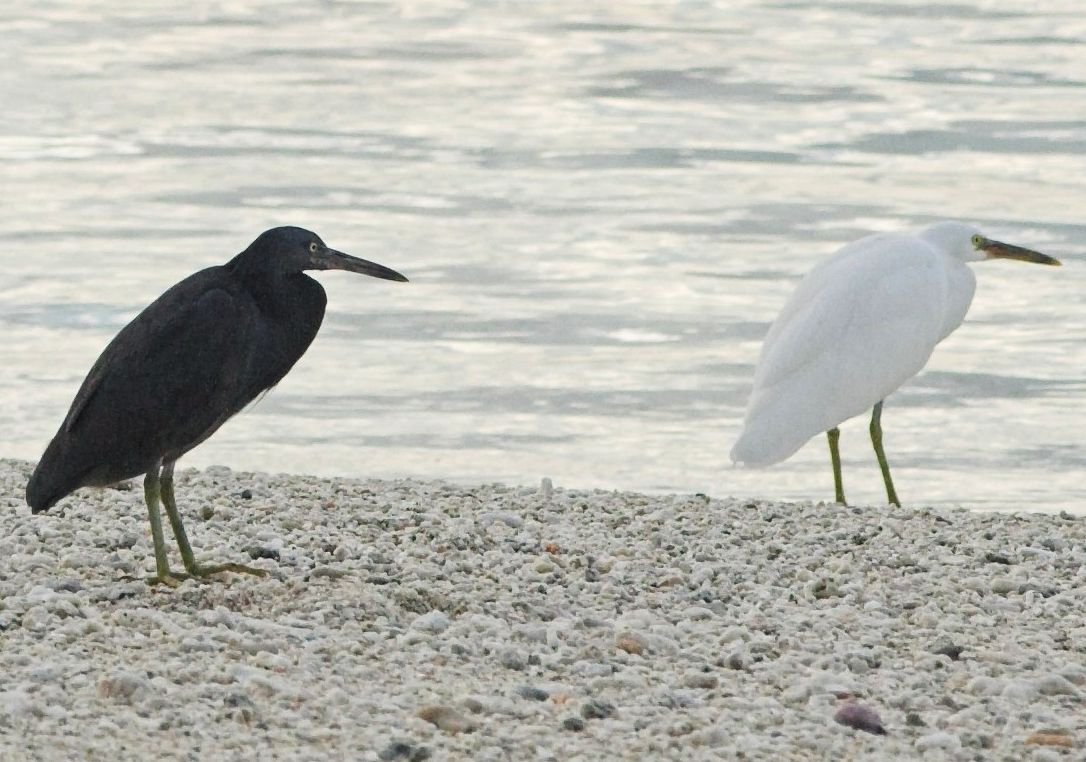
Upierzenie jasne i ciemne

WyglądBrak wyraźnie zaznaczonego dymorfizmu płciowego, za to stwierdza się polimorfizm – występują dwa typy upierzenia jasny i ciemny (liczniejszy). Krótkie żółte nogi, brązowy dziób, miodowe tęczówki, żółto-zielona skóra wokół oczu. Typ ciemny posiada kontrastujący z resztą upierzenia biały pas na gardle.
Wymiary średnie
- długość ciała ok. 57–66 cm
- rozpiętość skrzydeł ok. 90–110 cm
- masa ciała ok. 400 g

## Lęgi
Gniazduje samotnie lub w koloniach zakładanych w dżungli, między palmami, namorzynami, na skałach, a nawet w starych budynkach. Lęgi odbywają się przez cały rok. Gniazdo to platforma zbudowana z patyków, wyłożona wodorostami. Samica składa zwykle 2–3 bladozielononiebieskie jaja, które są wysiadywane przez około 28 dni przez oboje rodziców. Samiec i samica dzielą się rodzicielskimi obowiązkami i pomagają młodym przez ok. 6 tygodni od wyklucia.

## Pożywienie
Żywi się różnego typu rybami oceanicznymi, skorupiakami i mięczakami.

## Status
IUCN uznaje czaplę czczoną za gatunek najmniejszej troski (LC, Least Concern) nieprzerwanie od 1988 roku. W 2006 roku szacowano, że liczebność światowej populacji mieści się w przedziale 100 000 – 1 000 000 osobników. Ze względu na brak istotnych zagrożeń oraz dowodów na spadki liczebności BirdLife International uznaje trend liczebności populacji za stabilny.

## Podgatunki
Wyróżnia się dwa podgatunki E. sacra:
- E. s. sacra (Gmelin, 1789) – wybrzeża południowo-wschodniej i wschodniej Azji po Australię i Oceanię
- E. s. albolineata (G.R. Gray, 1859) – Nowa Kaledonia, Wyspy Lojalności